# Spanair
Spanair – hiszpańskie linie lotnicze działające w latach 1986–2012, z siedzibą w L’Hospitalet de Llobregat. Do 2009 linie były zależne od skandynawskich linii SAS, które później posiadały 19,9% udziałów. Głównym węzłem był port lotniczy Barcelona, pozostałe istotne dla linii lotniska to Madryt-Barajas, Palma de Mallorca i Tenerife Norte.
Linie oferowały planowe loty pasażerskie na terenie Hiszpanii, całej Europy oraz zachodniej części Afryki, a także loty czarterowe dla przedsiębiorstw turystycznych. Główny węzłem był port lotniczy Barcelona. W roku 2008 linie przewiozły 10,2 mln pasażerów i zatrudniały ponad 3100 osób.
Były członek sojuszu Star Alliance.

## Historia
Spanair powstały w grudniu 1986, jako wspólne przedsięwzięcie Scandinavian Airlines System i Viajes Marsans, a planowe loty pasażerskie rozpoczęły dwa lata później, w marcu 1988. Pierwsze loty długodystansowe do Stanów Zjednoczonych, Meksyku i Dominikany rozpoczęły w 1991, a krajowe w 1994. 
W listopadzie 1997 Spanair rozpoczęły regularne loty międzykontynentalne z Madrytu do Waszyngtonu, a następnie do São Paulo, Buenos Aires i Hawany.
W 2003 Spanair dołączyły do sojuszu linii lotniczych Star Alliance.
W 2007 Scandinavian Airlines System postanowiły sprzedać udziały w Spanair, jako że od początku istnienia hiszpańskich linii 94% udziałów należało do skandynawskiego przewoźnika. W styczniu 2009, pomimo wcześniejszych problemów ze sprzedażą za oczekiwaną cenę, grupa katalońskich inwestorów weszła w posiadanie Spanair, pozostawiając Skandynawom 19,9% akcji.
27 stycznia 2012 linie Spanair zawiesiły działalność.

## Flota

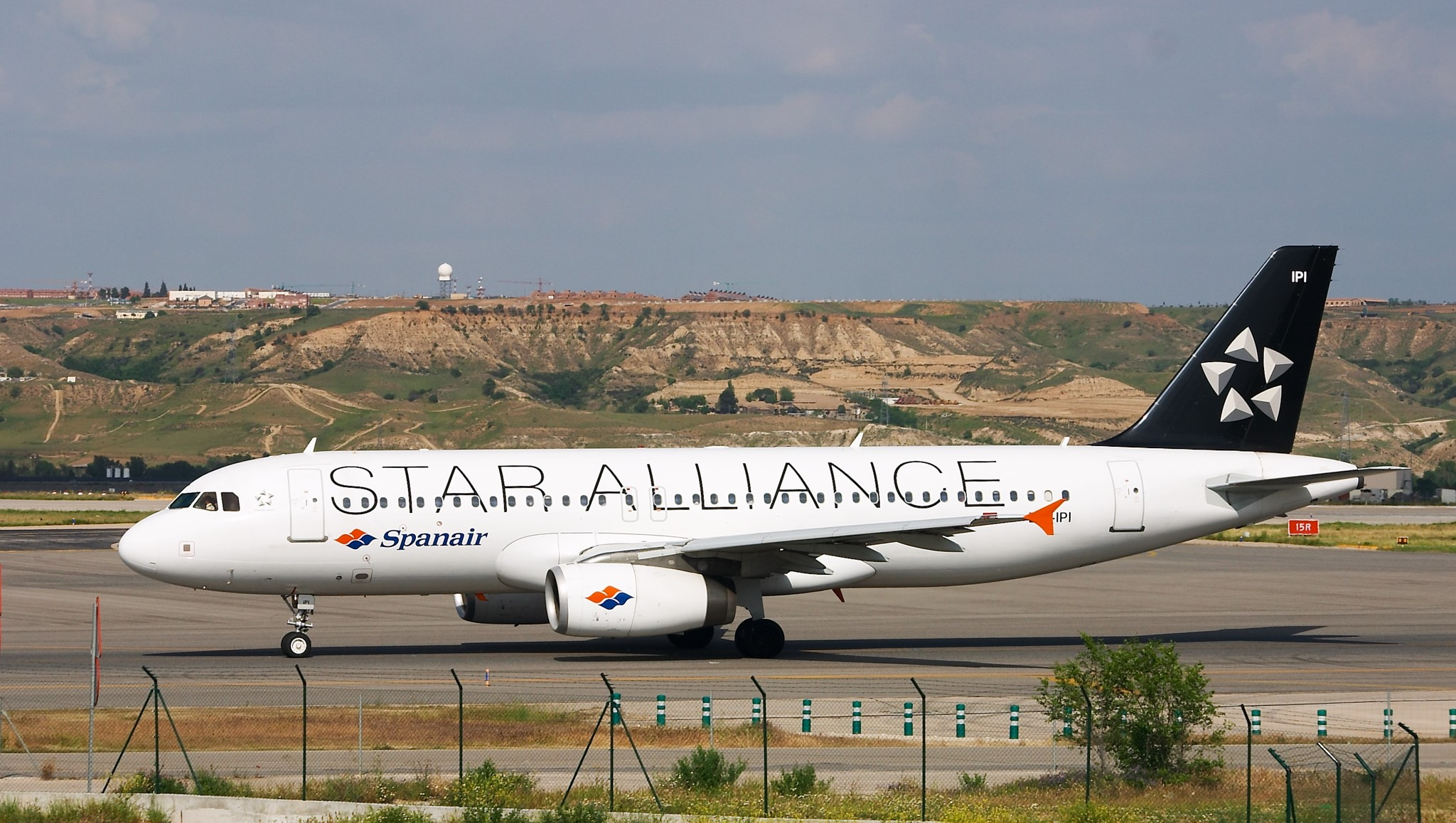
Airbus A320 w barwach Star Alliance

| Samolot                   | Samolot  | Okres dostawy | Okres wycofania | Uwagi |
| Model                     | Wycofane | Okres dostawy | Okres wycofania | Uwagi |
| ------------------------- | -------- | ------------- | --------------- | ----- |
| Airbus A320-200           | 19       | 2000-2008     | 2012            |       |
| Airbus A321-200           | 5        | 2000-2003     | 2012            |       |
| Boeing 717-200            | 4        | 2007-2008     | 2010-2011       |       |
| Boeing 757-200            | 6        | 1996-1999     | 1997-2000       |       |
| Boeing 767-300            | 3        | 1991-2001     | 2002            |       |
| Fokker 100                | 3        | 2005-2006     | 2007-2008       |       |
| McDonnell Douglas DC-9-50 | 1        | 1989          | 1989            |       |
| McDonnell Douglas MD-81   | 3        | 2005          | 2005-2006       |       |
| McDonnell Douglas MD-82   | 16       | 1990-2005     | 1991-2012       |       |
| McDonnell Douglas MD-83   | 27       | 1991-2001     | 1991-2012       |       |
| McDonnell Douglas MD-87   | 18       | 1996-2008     | 2003-2012       |       |
| Łącznie                   | 105      |               |                 |       |

## Katastrofy i wypadki
- 10 maja 2001 podczas lądowania na lotnisku w Liverpoolu w samolocie McDonnell Douglas MD-83 doszło do uszkodzenia goleni przedniej podwozia. Maszyna ślizgała się po pasie startowym 1600 metrów, nim pilotom udało się bezpiecznie zatrzymać. Ewakuowano wszystkie 51 osób, znajdujące się na pokładzie, nikt nie ucierpiał[6].
- 20 sierpnia 2008 McDonnell Douglas MD-82 rozbił się podczas startu z lotniska Madryt-Barajas. Zginęły 154 osoby, a 18 zostało ciężko rannych.

## Linie partnerskie
| - Air Canada - Air Baltic - Air Europa (SkyTeam) - Asiana Airlines - Blue1 | - BMI British Midland - Brussels Airlines - Continental Airlines - Croatia Airlines - EgyptAir | - Estonian Air - Lufthansa - Polskie Linie Lotnicze LOT - SAS Scandinavian Airlines System - Singapore Airlines | - Swiss International Air Lines - TAP Portugal - Thai Airways International - Turkish Airlines - US Airways |